# Испания на зимних Олимпийских играх 1968
Испания принимала участие в зимних Олимпийских играх 1968 года в Гренобле (Франция) в седьмой раз за свою историю.
Знаменосцем флага Испании на церемонии открытия был лыжник Аурелио Гарсия Оливер. 

## Состав сборной
Сборная страны состояла из 20 спортсменов, которые участвовали в трёх видах спорта: горнолыжный спорт, бобслей и санный спорт.
Сборная Испании состояла из 20 мужчин:
1. Аурелио Гарсия
2. Антонио Кампанья
3. Лучано дель Качо
4. Франсиско Фернандес Очоа
5. Хорхе Родригес
6. Секундино Родригес
7. Карлос Адсера
8. Кейран Дэвис
9. Максимилиано Хонс
10. Хосе Мария Паломо
11. Хосе Мануэль Перес
12. Гильермо Росаль
13. Нестор Алонсо
14. Антонио Марин
15. Виктор Паломо
16. Хосе Клот
17. Луис Омедес
18. Хорхе Монхо
19. Хорхе Роура
20. Хесус Гатель

## Результаты
Несмотря на все попытки, сборная Испании не смогла завоевать ни одной медали.

### Горнолыжный спорт
Сборная Испании участвовала в двух дисциплинах: скоростной спуск и гигантский слалом.
| ФИО атлета               | Дисциплина        | Гонка 1 | Гонка 1 | Гонка 2 | Гонка 2 | Итог    | Итог |
| ФИО атлета               | Дисциплина        | Время   | Ранг    | Время   | Ранг    | Время   | Ранг |
| ------------------------ | ----------------- | ------- | ------- | ------- | ------- | ------- | ---- |
| Антонио Кампанья         | Скоростной спуск  | —       | —       | —       | —       | 2:11.11 | 52   |
| Лучано дель Качо         | Скоростной спуск  | —       | —       | —       | —       | 2:08.85 | 39   |
| Франсиско Фернандес Очоа | Скоростной спуск  | —       | —       | —       | —       | 2:08.67 | 38   |
| Аурелио Гарсия           | Скоростной спуск  | —       | —       | —       | —       | 2:06.84 | 32   |
| Хорхе Родригес           | Гигантский слалом | 1:57.92 | 61      | 1:59.32 | 61      | 3:57.24 | 59   |
| Антонио Кампанья         | Гигантский слалом | 1:53.77 | 49      | 1:55.18 | 43      | 3:48.95 | 44   |
| Франсиско Фернандес Очоа | Гигантский слалом | 1:52.57 | 44      | 1:53.40 | 38      | 3:45.97 | 38   |
| Аурелио Гарсия           | Гигантский слалом | 1:51.57 | 39      | 1:56.61 | 48      | 3:48.18 | 42   |

#### Мужской слалом
| ФИО атлета               | Заезд 1 | Заезд 1 | Заезд 2 | Заезд 2 | Последний заезд        | Последний заезд        | Последний заезд        | Последний заезд        | Последний заезд        | Последний заезд        |
| ФИО атлета               | Время   | Ранг    | Время   | Ранг    | Время 1                | Ранг                   | Время 2                | Ранг                   | Итог                   | Ранг                   |
| ------------------------ | ------- | ------- | ------- | ------- | ---------------------- | ---------------------- | ---------------------- | ---------------------- | ---------------------- | ---------------------- |
| Секундино Родригес       | 57.30   | 4       | 55.44   | 2       | не продвинулись вперед | не продвинулись вперед | не продвинулись вперед | не продвинулись вперед | не продвинулись вперед | не продвинулись вперед |
| Аурелио Гарсия           | 51.44   | 1 QF    | –       | –       | DNF                    | –                      | –                      | –                      | DNF                    | –                      |
| Карлос Адсера            | 56.04   | 2 QF    | –       | –       | 59.54                  | 42                     | 57.67                  | 27                     | 1:57.21                | 27                     |
| Франсиско Фернандес Очоа | 53.43   | 3       | 56.19   | 1 QF    | 53.52                  | 31                     | 54.61                  | 23                     | 1:48.13                | 23                     |

### Бобслей
| Сани   | ФИО атлета                           | Дисциплина  | Запуск 1 | Запуск 1 | Запуск 2 | Запуск 2 | Запуск 3 | Запуск 3 | Запуск 4 | Запуск 4 | Итог    | Итог |
| Сани   | ФИО атлета                           | Дисциплина  | Время    | Ранг     | Время    | Ранг     | Время    | Ранг     | Время    | Ранг     | Время   | Ранг |
| ------ | ------------------------------------ | ----------- | -------- | -------- | -------- | -------- | -------- | -------- | -------- | -------- | ------- | ---- |
| ЭЦП-1  | Кейран Дэвис Максимилиано Хонс       | Двухместный | 1:12.76  | 18       | 1:14.30  | 19       | 1:12.81  | 15       | 1:11.67  | 6        | 4:51.54 | 17   |
| УЭЦН-2 | Хосе Мария Паломо Хосе Мануэль Перес | Двухместный | 1:11.97  | 12       | 1:12.60  | 13       | 1:14.34  | 20       | 1:12.25  | 10       | 4:51.16 | 13   |

| Сани   | ФИО атлета                                                     | Дисциплина | Запуск 1 | Запуск 1 | Запуск 2 | Запуск 2 | Итог    | Итог |
| Сани   | ФИО атлета                                                     | Дисциплина | Время    | Ранг     | Время    | Ранг     | Время   | Ранг |
| ------ | -------------------------------------------------------------- | ---------- | -------- | -------- | -------- | -------- | ------- | ---- |
| ЭЦП-1  | Гильермо Росаль Нестор Алонсо Хосе Мануэль Перес Антонио Марин | Четверка   | 1:12.90  | 19       | 1:11.42  | 19       | 2:24.32 | 19   |
| УЭЦН-2 | Виктор Паломо Максимилиано Джонс Хосе Клот Кейран Дэвис        | Четверка   | 1:12.86  | 18       | 1:10.32  | 18       | 2:23.18 | 18   |

### Санный спорт
| ФИО атлета   | Гонка 1 | Гонка 1 | Гонка 2 | Гонка 2 | Гонка 3 | Гонка 3 | Итог    | Итог |
| ФИО атлета   | Время   | Ранг    | Время   | Ранг    | Время   | Ранг    | Время   | Ранг |
| ------------ | ------- | ------- | ------- | ------- | ------- | ------- | ------- | ---- |
| Луис Омедес  | 1:14.43 | 46      | 1:04.89 | 45      | 1:05.82 | 47      | 3:25.14 | 45   |
| Хорхе Монхо  | 1:05.18 | 45      | 1:03.35 | 42      | 1:15.12 | 46      | 3:13.65 | 43   |
| Хорхе Роура  | 1:04.01 | 44      | 1:05.54 | 46      | 1:04.42 | 45      | 3:13.97 | 44   |
| Хесус Гатель | 1:03.15 | 42      | 1:04.38 | 43      | 1:04.25 | 44      | 3:11.78 | 42   |